# Jamon Meredith
James Jamon Meredith (Simpsonville, 11 maggio 1986) è un ex giocatore di football americano statunitense che ha militato nel ruolo di offensive tackle nella National Football League (NFL). Fu scelto nel corso del quinto giro (162º assoluto) del Draft NFL 2009 dai Green Bay Packers. Al college ha giocato a football alla South Carolina University.

## Carriera professionistica

### Green Bay Packers
Meredith fu scelto nel corso del quinto giro del Draft 2009 dai Green Bay Packers. Il 5 settembre 2009 fu svincolato e poco dopo rifirmò per far parte della squadra di allenamento.

### Buffalo Bills
Meredith passò ai Buffalo Bills il 22 settembre 2009 dopo che l'offensive tackle Brad Butler subì un infortunio che pose fine alla sua stagione. Nella sua stagione da rookie disputò 8 partite, 4 delle quali come titolare. Il 4 ottobre 2010 fu svincolato.

### Detroit Lions
Il 5 ottobre 2010, Jamon firmò coi Detroit Lions ma fu svincolato dopo soli dodici giorni.

### New York Giants
Il 18 ottobre 2010, i New York Giants inserirono Meredith nel loro roster, in cui rimase fino al 3 settembre 2011, disputando in totale 3 partite.

### Pittsburgh Steelers
Meredith firmò coi Pittsburgh Steelers il 13 settembre 2011. Con essi disputò 4 partite nella stagione 2011.

### Tampa Bay Buccaneers
Meredith firmò coi Tampa Bay Buccaneers il 21 marzo 2012. Il 14 ottobre 2012 divebbe la guardia destra titolare sostituendo Ted Larsen, che aveva preso il posto di Davin Joseph, fuori per tutta la stagione a causa di un infortunio. La sua stagione terminò con 14 presenze, 12 delle quali come titolare.

## Statistiche
| Partite totali      | 51 |
| Partite da titolare | 24 |

Statistiche aggiornate alla stagione 2014